# 城戸光晴
城戸 光晴（きど みつはる、1965年7月2日 - ）は、日本の俳優。愛知県安城市出身。身長171cm。体重69kg。名城大学卒。プロダクション・タンク所属。以前はガイズエンターテイメント、劇団銅鑼に所属していた。

## 出演

### 映画
- 風、スローダウン（1991年）
- マルタイの女（1997年） - 刑事 役
- 洗濯機は俺にまかせろ（1999年）
- お受験（1999年） - 健美食品組合員 役
- 富江 replay（2000年）
- ピストルオペラ（2001年） - トビ職人 役
- 助太刀屋助六（2002年） - 手の者 役
- KIRISHIMA 1945（2002年）
- 人斬り銀次（2003年）
- 亡国のイージス（2005年）
- 釣りバカ日誌19 ようこそ!鈴木建設御一行様（2008年）
- 私は貝になりたい（2008年）
- 東方見聞録 ※公開年不明

### テレビドラマ
NHK系列
- 腕におぼえあり ※出演作は不明
- 十時半睡事件帖（1994年 - 1995年）
- 新花へんろ 第5話「青春の門かナモシ?」（1997年）
- 連続テレビ小説
  - すずらん（1999年）
  - ひよっこ (2017年） - 片根小太郎 役[3]
- 鬼太郎が見た玉砕 〜水木しげるの戦争〜（2007年）

日本テレビ系列
- 金田一少年の事件簿 第3話「仏蘭西銀貨殺人事件」（2001年）
- 光とともに…-自閉症児を抱えて- 第7話「皆の期待を裏切りたくない! ママの誤算…」（2004年）
- 仔犬のワルツ 第7話「心」（2004年）
- ザ・クイズショウ 第2シーズン 第1話「正解地獄! 夢の番組が人気ロック歌手を裁く!」（2009年）
- 高校生レストラン 第3話「祝! 開店」（2011年）
- 臨床犯罪学者 火村英生の推理 第4話（2016年）

TBS系列
- ウルトラシリーズ
  - ウルトラマンダイナ 第22話「ツクヨの兵士」（1998年） - 作業員
  - ウルトラマンガイア 第49話「天使降臨」（1999年） - KCBアナウンサー
  - ウルトラマンメビウス 第35話「群青の光と影」（2006年） - 群衆
- ヨイショの男 第11話（最終回）（2002年）
- 刑事☆イチロー 第9話（最終回）「オレは刑事だ! 世の中の犯罪と闘い続ける!!」（2003年）
- あんどーなつ（2008年）
- 日曜劇場・官僚たちの夏（2009年）
- オルトロスの犬（2009年）
- 運命の人（2012年）

フジテレビ系列
- TEAM（1999年）
- 天気予報の恋人 第10話「二人を裂く捨て身の告白」（2000年）
- 花村大介（2000年）
  - 第5話「20億の遺産私にください」
  - 第11話「OL救え」
  - 第12話「大結末」
- 金曜エンタテイメント・八つ墓村（2004年）
- 1リットルの涙 第6話「心ない視線」（2005年）
- アンフェア コード・ブレーキング ― 暗号解読警察OB連続殺人のナゾ! ついに父の死の真相が明らかに!（2006年）
- 僕の歩く道 第9話「再会! 助けて、テル」（2006年）
- スペシャルドラマ・美ら海からの年賀状（2007年）
- わが家の歴史 第3話（最終回）「一家を襲う最大危機 感動最終章」（2010年）
- リーガル・ハイ2 第9話「ついに最高裁! 例え全国民が敵でも必ず命を救う」（2013年） - 判事 役
- ドクターホワイト 第1話・第4話（2022年）

テレビ朝日系列
- 牟田刑事官事件ファイル12 横浜ベイブリッジの女（1990年）
- オマタかおる 第3話「バージンな不幸」（1997年）
- 電磁戦隊メガレンジャー 第34話「見せるぜ! 兄貴のミラクルシュート」（1997年） - コーチ（ヤマアラシネジラー人間態） 役
- ベストフレンド 第1話「あなたが憎い! 地獄の日々の始まり」（1999年）
- はみだし刑事情熱系 PART4 第5話「哀しき殺人メール! 涙の叫びは届くのか」（1999年）
- 相棒
  - Season 2 第21話（最終回）「私刑 〜生きていた死刑囚と赤いベルの女」（2004年） - 刑務官
  - Season 3 第8話「誘拐協奏曲」（2004年） - 捜査員
  - Season 8 第1話「カナリアの娘」（2009年） - 留置係
- 仮面ライダーシリーズ
  - 仮面ライダー剣 第48話「滅びへの序章」（2005年） - 警官
  - 仮面ライダーカブト 第2話「初2段変身」（2006年） - 刑事
- 警視庁失踪人捜査課 第5話「消えた14歳の娘! 秘密の放課後」（2010年）
- 漂着者（2021年） - 長田刑事部長 役
- 天久鷹央の推理カルテ 第6話「看護師殺人事件の謎」（2025年） - マンションの管理人
- Tears ※放送時期不明

テレビ東京系列
- モテキ（2010年）
- ニッポン事件簿 〜犯人はなぜ逃げるのか・福田和子編（2012年）

WOWOW
- マエストロ（2006年）

BS日テレ
- 19borders 第1シリーズ 第26話（2005年）

### Web
- 風薫る日

### Vシネマ
- 続・獣のように（1990年）
- 極道ステーキ（1991年）
- 蠢く森 プライマル・フィアー・プロジェクト（2000年）
- 真累々淵

### 舞台
- a simple love story
- カウナスの夏
- かもめ
- 煙が目にしみる
- 桜散る、散るもつもるも三春乃一座
- センポ・スギハアラ（1992年 - 2004年）
- 凍土の鶴よ
- 星屑の町
- ヨコワケリフォーム
- ワーニャおじさん

### CM
- 月桂冠 ザ・カップ200・サラリーマン・登場篇、OL・登場篇（2005年 - 2006年）

### プロモーションビデオ
- 交通安全
- 国勢調査
- 法務省

## その他
- J-PHONE（ソフトバンクモバイル） イメージキャラクター